# Isobutilamina
Isobutilamina é uma amina primária.

## Aspectos biológicos
A isobutilamina é um produto da descarboxilação do aminoácido valina pela enzima valina descarboxilase.
Ela é encontrada como metabólito em Escherichia coli (cepa K12, MG1655). Funciona como um odorante que se liga ao receptor TAAR3 em camundongos, podendo desencadear comportamento sexual em camundongos machos dependente do agrupamento de receptores TAAR2 a TAAR9.